# Electropunk
Electropunk oder Synth-Punk ist ein Oberbegriff für die Kombination von Punk-Minimalismus bzw. Punk-Attitüde und Elektronischer Popmusik. Die Entwicklungen der facettenreichen, dem Electropunk zugewiesenen Strömungen fanden sowohl zeitlich als auch stilistisch abweichend voneinander statt.
Bedeutung erlangte der Begriff „Electropunk“ vorrangig für eine Spielart, die der eigentlichen Punk-Rock-Szene ideologisch nahesteht, musikalisch jedoch mit anderen Strömungen wie Industrial und Minimal Electro verschmilzt.

## Entwicklung

### Ursprünge und Wurzeln des Electropunk
Als Ur-Väter des Electropunks gilt das New Yorker Musikprojekt Suicide, das Mitte der 1970er Jahre Bestandteil der frühen US-Punkszene im New Yorker Musik-Club CBGBs wurde. Auch die Gruppe Silver Apples, die auch Suicide beeinflussten, wird für den Ursprung des Electropunk als bedeutend eingestuft. Die Solo-Projekte der Suicide-Mitglieder Alan Vega und Martin Rev spielen zudem für den Electropunk eine tragende Rolle.
1978 veröffentlichte der britische Musiker und Musikproduzent Daniel Miller unter dem Künstlernamen The Normal die Single Warm Leatherette, auf der er Punk mit kühler Elektronik kombinierte. Warm Leatherette avancierte zum internationalen Hit und wurde von zahlreichen Künstlern, darunter Laibach, Trent Reznor und Grace Jones, neu interpretiert.

### Früher Electropunk in der Wave- und Post-Punk-Szene der 1980er Jahre
Zu Beginn der 1980er Jahre wandte sich eine größere Anzahl von Protagonisten der ehemaligen Punk-Szene der 1970er zunehmend experimenteller Musik und elektronischen Klängen zu. Zu diesen frühen Vertretern gehörten in Großbritannien unter anderem Pete Shelley von den Buzzcocks, sowie die Gruppe Wire; in Deutschland waren es Gruppen wie Die Krupps, DAF, DIN A Testbild, Liaisons Dangereuses und Tommi Stumpff, ehemaliger Frontmann der Düsseldorfer Punkband KFC; In den Vereinigten Staaten die comichafte New-Wave-Gruppe Devo sowie die Synth-Punk-Szene Kaliforniens um Gruppen wie Nervous Gender, The Units und The Screamers.
Ab Mitte der 1980er Jahre sind zwei weitere britische Gruppen von Bedeutung, die Gothic-Band Alien Sex Fiend sowie das Satire-Projekt Sigue Sigue Sputnik, das zu seiner Zeit als geschmackloser Trash abgetan wurde, von späteren Electropunk-Generationen allerdings als visionäre Ur-Väter verehrt werden.

### Cyberpunk und Electropunk der 1990er Jahre
Für das Entstehen der Electropunk-Szene der 1990er Jahre waren eine Vielzahl von Faktoren wichtig: Unter anderem der Niedergang der Hardcore-Punk-Szene während der späten 1980er Jahre, der Aufschwung von Techno und die bald einsetzende Enttäuschung früher Techno-Anhänger über die rasche Kommerzialisierung der Szenekulturen. Auch die in den 1990er Jahren immer stärker um sich greifende Begeisterung für die Cyberpunk-Thematik war ein massiver Einfluss auf die sich etablierende Bewegung.
1989 veröffentlichte Jello Biafra, Ex-Sänger der Band Dead Kennedys, gemeinsam mit Mitgliedern der Gruppe Ministry unter dem Namen Lard das Album Power of Lard, das die Aggression des Hardcore-Punk mit industrial-beeinflussten elektronischen Beats verband. 1991 kam es zu der ersten Veröffentlichung der britischen, stark von Punk inspirierten Big-Beat-Performance-Gruppe The Prodigy. 1992 gründete sich in Berlin die Formation Atari Teenage Riot, die Pioniere des Digital Hardcore. 1993 veröffentlichte der New-Wave-/Rock-Musiker Billy Idol sein Konzeptalbum Cyberpunk, auf dem er Punk-, Metal-, Techno- und Hip-Hop-Einflüsse miteinander verschmolz. Im gleichen Jahr erschien Mobys Single All that I need is to be loved, die Techno-Produktionsmethoden mit dem Klang des Punk verband.
Diese Veröffentlichungen sowie die darauffolgenden Werke von Lard und The Prodigy können als die Initialzündung des 1990er Jahre Electropunk angesehen werden.
Es folgten weitere Künstler wie Merill Nisker, besser bekannt als Peaches, Sex-Pistols-Frontmann John Lydon, der 1996 ein elektronisch beeinflusstes Solo-Album vorlegte, sowie der sichtlich von Sigue Sigue Sputnik beeinflusste Japaner Tomoyasu Hotei und der französische Produzent The Hacker.

### Heutiger Electropunk und Electroclash
Wenn man aus heutiger Sicht Electropunk als ein musikalisches Genre für sich betrachtet, so muss man einige sehr unterschiedliche Strömungen unterscheiden. So gibt es Gruppen, wie etwa Arkasai oder Katscan, die dem von Techno und Industrial geprägten Cyberpunk folgen. Andere, wie Nazis from Mars, kombinieren dagegen eher Elektronik mit garagenhaft rauem Trash-Punk. Eine weitere Reihe von Bands ist stark von Minimal Electro und Wave beeinflusst. Diese auch als Electroclash und Dancepunk bezeichneten Richtungen wird, neben zahlreichen anderen, von Chicks on Speed oder Fischerspooner vertreten. Als kontrovers oder auch Comedy-beeinflusst könnte man Daily Dissolution bezeichnen.
Schließlich gibt es noch Gruppen aus der Hardcore-Punk- und Grindcore-Ecke, die ebenfalls electropunk-artige Klänge schaffen. Diese Genres werden auch als Cybergrind (Elektronischer Grindcore) und Nintendocore (Hardcore mit 8Bit-Sounds) bzw. Electrocore (Hardcore mit anderen elektronischen Sounds) bezeichnet.
Zahlreiche weitere obskure Electropunk Projekte finden sich im Netz und werden häufig von ihren Erschaffern kostenlos als Download zur Verfügung gestellt. Die meisten dieser „Soundschrauber“-Projekte sind vergleichsweise rau und experimentell und orientieren sich an Punk und Minimal-Elektronik.
Dem „Dancepunk“ nahe verwandt ist der in Großbritannien entstandene Stil namens New Rave. Als bedeutender Vertreter des politischen Electropunks im deutschsprachigen Raum gilt die Band Egotronic um den Frontmann Torsun Burkhardt.

## Stilistische Untergliederung
Synth-Punk
Rauer Punk in Verbindung mit Synthesizerklängen. Die Wurzeln gehen zurück in die Wave-Punk-Szene der 1980er Jahre, z. B. Atom and his Package oder Nazis from Mars.
Industrial Rock
Die Verbindung von Hardcore Punk und Post-Industrial-Elementen. Vertreter: Lard, Revolting Cocks, Ministry.
Digital Hardcore
Der von der 1992 gegründeten deutschen Band Atari Teenage Riot erfundene Stil ist eine stark anarchistisch und feministisch geprägte Mischung aus Hardcore-Punk, Techno und Breakbeat. Produziert wird er mit digitalen Musiktechnologien.
Electroclash
Electropop mit Punk-Einflüssen, z. B. Fischerspooner, Peaches und Chicks on Speed.
Cybergrind
Eine Mischung aus Grindcore und Gabber. Bekannte Vertreter sind Gruppen wie The Berzerker, Ganglia oder Gigantic Brain.